# Dolors Terradas i Viñals
Dolors Terradas i Viñals (Sords, Cornellà del Terri, 24 de febrer de 1949) és una política catalana, diputada al Congrés dels Diputats en la XI legislatura.

## Biografia
Llicenciada en Història per la Universitat de Girona, ha estat professora de geografia i història a diversos centres de formació professional, ESO i batxillerat. També ha realitzat estudis sobre demografia al Pla de l'Estany, alguns dels quals ha publicat a la Revista de Girona.
Políticament, el 1971 va començar a militar en el PSUC, partit en el qual fou elegida regidora a l'ajuntament de Banyoles a les eleccions municipals de 1983. En 1988 va deixar el PSUC i a les eleccions municipals de 1999 va ocupar el simbòlic lloc 17è en la llista d'ERC per l'ajuntament de Banyoles. En 1996 va ser la pregonera de la festa major de Banyoles.
Des del 1994, participa en el moviment social Banyoles Solidària, on es dedica a la legalització i alfabetització d'immigrants i coopera amb Gàmbia i altres països en vies de desenvolupament econòmic. A les eleccions generals espanyoles de 2015 fou escollida diputada com a cap de llista d'En Comú Podem per la província de Girona.

## Obres
- Sobre la divisió territorial de Catalunya i el cas polèmic de Banyoles (1976)
- Població i societat a Banyoles al segle XVIII (1981)
- Les epidèmies de còlera a Banyoles en el segle XIX (1982) publicat a Revista de Girona.
- La Població de Banyoles al s. XVIII (1983)
- Aproximació a un exemple d'industrialització no reeixit: Banyoles 1700-1900 (1985)